# Флэшбэк (фильм, 2000)
«Флэшбэк» (нем. Flashback — Mörderische Ferien) — немецкий фильм ужасов 2000 года режиссёра Михаэля Карена. Премьера фильма состоялась 6 апреля 2000 года.

## Сюжет

### Пролог
Маньяк, носящий женскую одежду, убивает молодую пару в железнодорожном вагоне. После убийца приходит в дом одной из семей, в состав которой входят немец отец, француженка мать и их дочь Жаннет. На улице бушует непогода и гроза, ввиду чего вскоре в доме отрубается свет. Немногим позже маньяк на глазах девочки жестоко расправляется с её родителями, а затем гонится за ней и настигает в коридоре…

### Основная часть
От гипнотического сна в палате психиатрической лечебницы просыпается Жанетт Фельман. При поддержке доктора Мартина она пытается вспомнить обстоятельства того, что произошло с ней после убийства её родителей, почему её не тронул маньяк ? После определённого проведённого в больнице промежутка времени доктор решает выписать Жанетт и устраивает её через своего знакомого учительницей французского языка для его детей. После этого Жанетт отправляется в альпийскую деревню, недалеко от которой располагается особняк, в котором Жанетт должна преподавать. Здесь она встречает богатеньких и избалованных детей: Леона, Мелиссу и Лиззи. И уже в момент прибытия Жанетт в особняк вокруг начинают происходить довольно странные вещи: то пропадают, а потом появляются её чемоданы, то загорается в сарае свет (хотя хозяева говорят, что там никого нет) и т. д. Наконец вскоре по округе начинает бродить некто из её кошмаров — человек в женской одежде и с серпом в руках.

## В ролях
| Актёр               | Роль           |
| ------------------- | -------------- |
| Валери Нихаус       | Жанетт Фельман |
| Эрих Шлейер         | доктор Мартин  |
| Ксавер Хуттер       | Леон           |
| Александра Нельдель | Мелисса        |
| Симона Хансельман   | Лиззи          |